# Erbmonarchie
Als Erbmonarchie (auch hereditäre Monarchie) wird eine Monarchie bezeichnet, bei der die Thronfolge erbrechtlich geregelt ist. 
Die Erblinie kann patrilinear, wobei die Herrschaft vom Vater auf den Sohn übertragen wird, oder matrilinear, also durch eine Tochter vermittelt, ausgestaltet werden – wobei in letzteren Fällen in der Regel die Krone vom Schwiegervater auf den Schwiegersohn übergeht (z. B. im ältesten chinesischen Kaisertum). Die strukturellen Konflikte zwischen Herrscher und Erben werden dadurch zu einem (typischerweise heftigen) familiären Vater-Sohn-Konflikt transformiert. (vgl.: Familie (Soziologie)).
Eine weitere Erbregel bestimmt, welches von mehreren Kindern Erbe wird: Bei der Primogenitur, die in der Praxis viel häufiger ist, erbt das älteste Kind, bei der Ultimogenitur das jüngste.
Am häufigsten ist in der Erbmonarchie die patrilineare Primogenitur. Dabei ist zu unterscheiden zwischen der rein männlichen Erbfolge nach dem so genannten „Salischen Gesetz“ (heute z. B. noch in Liechtenstein) und der abgemilderten Form – etwa nach der sogenannten „Pragmatischen Sanktion“, bei der die Söhne des Herrschers seinen Töchtern in der Erbfolge vorgehen, diese wiederum aber Vorrang vor fernerer (auch männlicher) Verwandtschaft genießen (zum Beispiel im Vereinigten Königreich bis 2011). Viele noch bestehende Erbmonarchien entfernen sich von diesen das Geschlecht berücksichtigenden Erbregeln. So haben beispielsweise Schweden 1980, Belgien 1991, Dänemark 2009 und das Vereinigte Königreich 2011 die Erbfolge davon unabhängig gestaltet: Das älteste Kind, ungeachtet des Geschlechtes, besteigt den Thron.
Trotz der auch durch die genetischen Zufälle des Erbgangs oft zweifelhaften Regentenqualität von Erbmonarchinnen und Erbmonarchen, die dazu führen kann, dass die tatsächliche Macht oder ihre Funktion durch offizielle oder inoffizielle Vertreter ausgeübt wird (Regent, Wesir, Hausmeier, Shogun), wird die Erbmonarchie in traditionellen Gesellschaften gegenüber der Wahlmonarchie oft vorgezogen, weil – politikwissenschaftlich beurteilt – deren Legitimation höher eingeschätzt wird als die einer Wahl, die vielleicht sogar ohne gesellschaftlichen Konsens erfolgt, was zum Konflikt – im Grenzfall sogar zu einem Bürgerkrieg – führen kann. 